# Marchenoir
Marchenoir je naselje in občina v osrednjem francoskem departmaju Loir-et-Cher regije Center. Leta 2009 je naselje imelo 697 prebivalcev.

## Geografija
Kraj leži v pokrajini Orléanais 28 km severno od Bloisa.

## Uprava
Marchenoir je sedež istoimenskega kantona, v katerega so poleg njegove vključene še občine Autainville, Beauvilliers, Boisseau, Briou, Conan, Concriers, Josnes, Lorges, La Madeleine-Villefrouin, Oucques, Le Plessis-l'Échelle, Roches, Saint-Laurent-des-Bois, Saint-Léonard-en-Beauce, Séris, Talcy in Villeneuve-Frouville s 6.275 prebivalci (v letu 2010).
Kanton Marchenoir je sestavni del okrožja Blois.

## Zanimivosti
- cerkev Marijinega Vnebovzetja;